# Александра Петровна
Великая княгиня Алекса́ндра (Александра Фредерика Вильгельмина) Петро́вна (в иночестве Анастасия; 2 (14) мая 1838, Санкт-Петербург — 13 (26) апреля 1900, Киев) — супруга великого князя Николая Николаевича, сына императора Николая I, дочь принца Петра Георга Ольденбургского и принцессы Терезии Нассауской, правнучка императора Павла I. Основательница Покровского монастыря в Киеве. Прославлена 24 ноября 2009 года Священным синодом Украинской православной церкви (Московского патриархата) в лике преподобных как местночтимая святая Киевской епархии.

## Ранний период жизни
Александра Фридерика Вильгельмина принцесса Ольденбургская родилась 2 (14) мая 1838 года в Санкт-Петербурге в семье Петра Георга Ольденбургского и Терезии-Вильгельмины Нассауской. Её отец, сын великой княжны Екатерины Павловны, находился на русской службе и имел российское подданство, с 1845 года — титул Императорского Высочества, пожалованный Николаем I. В крещении по протестантскому обряду она получила имя Александра Фредерика Вильгельмина.

## Брак и семья
25 января 1856 года она перешла в православие с именем Александра и вступила в брак с Николаем Николаевичем Старшим, который приходился ей двоюродным дядей. В браке были заинтересованы обе семьи, Ольденбургские хотели породниться с новым поколением Романовых, а последние, посредством этого брака, надеялись благотворно повлиять на великого князя Николая Николаевича. А.Ф. Тютчева так описывает это событие в своем дневнике: «Государь и государыня в восторге от этой свадьбы,<…> так как принцесса Александра, кроткое симпатичное существо, должна оказать хорошее влияние на князя. Надо надеяться, что в своем почетном положении мужа великий князь образумится. Это ему совершенно необходимо, так как он провел свою жизнь в далеко не блещущем умственными интересами обществе фрейлин своей матери».
В этом браке родились двое сыновей: Николай (1856—1929), Пётр (1864—1931).
В 1861 году супруги переехали в новопостроенный Николаевский дворец на Благовещенской пощади Петербурга.
Как и отец, Александра занималась благотворительностью: вскоре после замужества она открыла в Петербурге больницу, амбулаторию, отделение для девочек-сирот, училище фельдшериц (впоследствии — женская гимназия). Активную роль великая княгиня играла и как представительница Совета детских приютов ведомства учреждений императрицы Марии Фёдоровны, которым управлял её отец, принц Ольденбургский.
Княгиня Александра организовала в Санкт-Петербурге Покровскую общину сестер милосердия, которая позже переросла в огромную Покровскую больницу для бедных на Васильевском острове. Двадцать тысяч рублей ежегодно княгиня тратила на то, чтобы обеспечить больницу всем необходимым. Позже там  было открыто  фельдшерское училище под управлением профессора Сергея Боткина. Великая княгиня помогала профессору во время операций, брала на себя обязанности санитарки, выполняла самую грязную работу.
Образ жизни Великой княгини осуждали не только многие представители великосветского общества, считая её юродивой, но и собственный муж.
С конца 1860-х годов супруг открыто сожительствовал с  молодой балериной из труппы императорского Мариинского театра Екатериной Числовой. Брак расстроился; кроме того, Александра Петровна выпав из кареты, стала инвалидом (отнялись обе ноги и правая рука). После 10 лет супружества, Николай Николаевич изгнал жену, публично обвинив её в неверности со своим духовником — настоятелем домовой церкви Николаевского дворца протоиереем Василием Лебедевым.  По совету  любовницы князь вручил своей жене список подаренных им за все годы супружества драгоценностей с требованием вернуть каждую из них.
Император Александр II не пожелал вникать в подробности скандала, встал на сторону своего брата, отказался принять княгиню для объяснений и в 1880 году выслал Александру за границу под предлогом необходимости прохождения длительного курса лечения. Спустя год, с дозволения нового императора, поселилась в Киеве.

## Жизнь в Киеве

### Основание Покровского монастыря

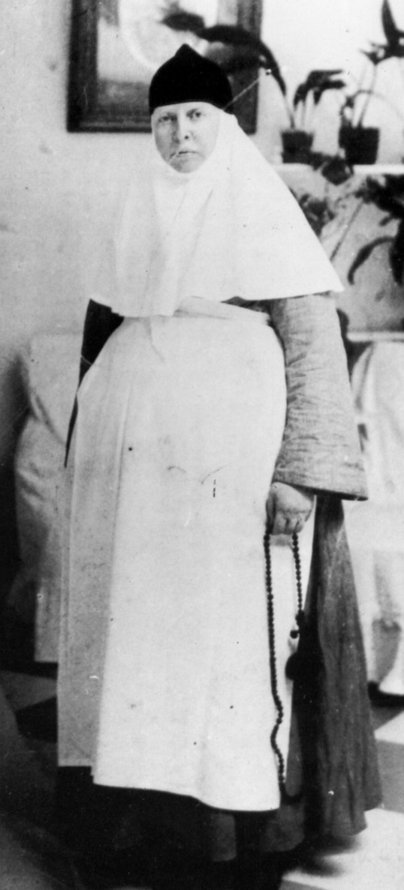
Инокиня Анастасия

В Киеве, в районе Лукьяновки, великая княгиня приобрела землю и приступила к строительству монашеской общины. После кончины супруга (13 апреля 1891 года; брак формально не расторгался) тайно приняла монашеский постриг с именем Анастасия в основанной ею в 1889 году в Киеве Покровской общине, впоследствии обращённой в женский монастырь.
На докладе Победоносцева императору от 18 ноября 1889 года, с приложением копии письма Александры Петровны, в котором она говорит, что «ищет частного займа», заверяя, что «чувствует силу и умение обернуться и поставить дело», Александр III начертал: «По всем собранным мною сведениям, дела вел. княгини в печальном состоянии, благодаря её затеям и постройкам, а главное неизвестно, кто ею орудует и кто заправляет всеми её денежными делами. <…> Долги вел. княгини простираются от 300—400 тысяч, и меня всё это начинает сильно беспокоить».
Александра Петровна пришла к выводу, что в деятельности монастырей и в организации монастырской жизни идеалы христианства – любовь к ближнему и страждущему – не находят  широкого осуществления, которое они могли бы обрести при иной организации монастырской жизни. Александра Петровна стала поборницей идеи «живого монашества». Она хотела, чтобы «наши монастыри, сохраняя строгие отеческие правила и заповеди, непременно были рассадниками просвещения и благотворения во всех видах…Живое монашество – вот знамя, которое столь дорого моему сердцу, – утверждала она в одном из своих писем. – Никакие монашеские обеты и правила не мешают любить ближнего, как самого себя, служить болящим, питать неимущих».Эту идею великая княгиня осуществила в деятельности Киевского Свято-Покровского женского монастыря. На его территории, кроме Покровской церкви, Никольского собора и дома для монастырских сестер, она построила лечебницу для приходящих больных (до 500 человек ежедневно), современную стационарную больницу для неимущих с единственным в Киеве рентгеновским кабинетом, бесплатную аптеку, училище и приют для девочек-сирот, богадельню,  приюты для неизлечимо больных женщин и для слепых. Несмотря на строгий Студийский устав, действовавший в обители, число желающих поступить туда в первый же год составило 400 человек, тогда как монастырь мог принять лишь 150 инокинь.
Живя в монастыре, после десяти лет полного паралича ног она внезапно, после  молитвы перед  находящейся в её келье иконой Почаевской Божьей Матери, встала на ноги.
Сама княгиня в письме к митрополиту Киевскому Платону писала об этом так: «Я дерзнула помолиться своей Заступнице: «Если тебе угодно, Матерь Божия, Царица Неба и Земли, воздвигни меня на служение Тебе, прими мои грешные труды и усердие. Позволь мне до конца жизни служить Тебе и святой обители, созданной во Имя Твое». Я ещё раз вздохнула молитвенно Пречистой, Преблагословенной Матери Господа нашего и сказала: «Помоги Ты мне». Встала и шагнула несколько шагов…».
Едва окрепнув, княгиня стала ухаживать за больными, выстаивала на ногах многочасовые операции, исполняя обязанности ассистентки хирурга на операциях, осуществляла надзор за больничным распорядком, питанием и духовной жизнью больных, несла дежурство у постелей оперированных. Своих монахинь княгиня учила ухаживать за больными. В народе её называли «Великая матушка».
Анастасия жила в простой келье, отдавала все средства на содержание основанных ею учреждений.
В 1897 году, когда городу угрожала эпидемия тифа, организовала несколько специализированных больниц. «Княгинин» монастырь, как называли Покровскую обитель, имел миссионерское и просветительское значение: здесь работали книжная и иконная лавки, большим тиражом выпускались листки религиозно-нравственного содержания; помещённые в обитель сектантки-штундистки благодаря мягкому обращению и беседам с великой княгиней возвратились в православие.
Только после её смерти выяснилось, что Александра тайно приняла монашеский постриг с именем Анастасия.

### Переписка обер-прокурора Победоносцева с императором о Лебедеве
В марте и мае 1885 года она написала обер-прокурору Константину Победоносцеву, прося того исходатайствовать у императора Александра III награды для своего духовника́ митрофорного протоиерея В. И. Лебедева — ордена Святой Анны 1-й степени или же аренды — ко дню её рождения. На последовавшем в связи с просьбой докладе Победоносцева императору, последний начертал: «Столько есть более заслуживающих помощи, да и тем приходится отказывать, а уж этого господина я не нахожу вовсе подходящим к аренде; — и без того он себя не забывает и перетаскал порядочно денег себе от в. кн.; знаю, потому что приходится мне платить.» Сама Александра Петровна отнесла отказ в награде на счёт «клеветников, доносящих царю неправду».
В письме Александру III от 30 ноября 1889 года Победоносцев, в числе мер по сокращению расходов великой княгини, предлагал, ввиду того, что она переселилась в монастырь и ей более не нужен настоятель домовой церкви (по его сведениям, Лебедев получал от великой княгини до 1 тысячи рублей в месяц, а кроме того, продолжал числиться при церкви Николаевского дворца в Петербурге), «совсем вывесть из Киева этого поистине негодного священника», приказав протопресвитеру Янышеву, в формальном ведении которого он находился, вызвать его в Петербург, а затем уволить за штат; Александр на доклад положил резолюцию: «Я переговорю об этом с Янышевым. Полагаю, что устроить это не трудно.».
В начале 1890 года Победоносцев препроводил Александру III извлечение из письма киевского генерал-губернатора графа Алексея Игнатьева (от 4 января 1890 года) о работе комиссии по погашению долгов великой княгини, в котором тот, среди прочего, писал: «Относительно протоиерея Лебедева я должен сказать, что у меня иногда ум останавливается, когда хочу себе объяснить отношения к нему в. княгини. По-видимому, он ей надоел, и она не прочь бы вырваться на свободу; но с другой стороны она оказывает ему всякие почтения <…> Она выдала ему две расписки в том, что взяла у него на сохранение разновременно 40 тысяч рублей. Этот долг комиссия внесёт в ликвидационный план условно и в последнюю очередь к уплате, а затем представит в П-бург на окончательное разрешение. Во всяком случае пребывание здесь Лебедева совершенно для нас бесполезно, и скорейший отъезд его отсюда я считал бы необходимым во всех отношениях <…> Повторяю, что по совокупности всего мною слышанного и виденного я пришёл к убеждению, что присутствие здесь о. Лебедева и в будущем будет лишь вредно»; на донесении Победоносцева император оставил отметку: «Во всяком случае Лебедева мы уберём из Киева».

## Кончина и почитание

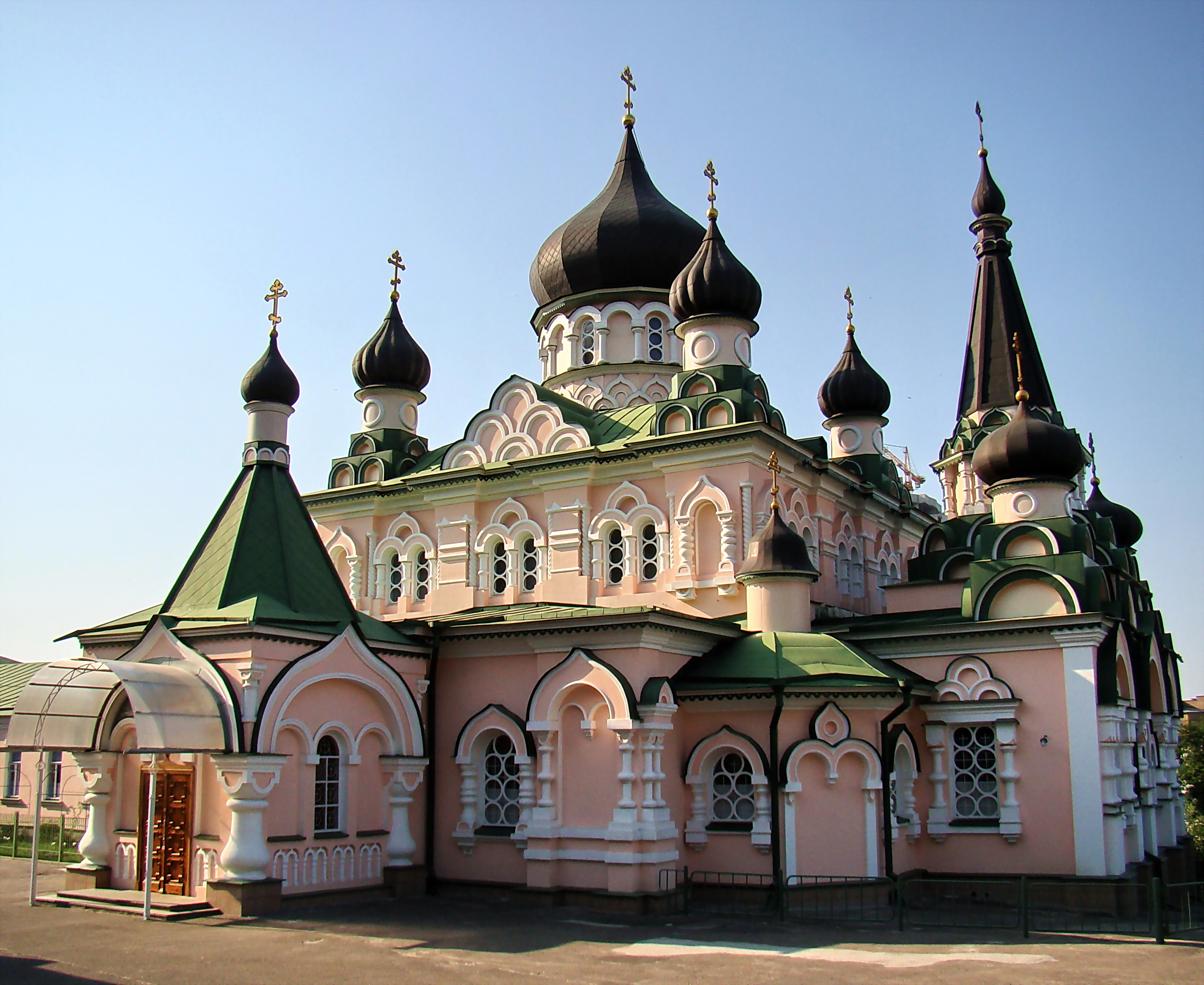
Покровская церковь обители

Скончалась 13 (26) апреля 1900 года, пережив мужа на 8 лет. Её погребение 15 (28) апреля возглавил митрополит Киевский Иоанникий (Руднев); похоронена к востоку от алтаря Покровской церкви монастыря. О её кончине был дан Высочайший манифест, признававший заслуги покойной в области благотворительности и именовавший её «Любезнейшей двоюродной Бабкой Нашей, Великой Княгиней Александрой Петровной, в инокинях Анастасией». В день её погребения, 15 (28) апреля, император Николай II и императрица присутствовали на панихиде в московской кремлёвской дворцовой церкви Рождества Богородицы на Сенях.
Канонизирована решением Священного Синода Украинской православной церкви от 24 ноября 2009 года как местночтимая святая Киевской епархии под именем преподобной Анастасии Киевской; память: 20 октября по юлианскому календарю и в четверг Светлой седмицы. Торжество прославления состоялось 24 января 2010 года. Её мощи были обретены 2 ноября 2009 года и ныне открыто покоятся в Никольском соборе монастыря.